# نادي سان لورينزو
نادي سان لورينزو دي ألماغرو الرياضي (بالإسبانية: Club Atlético San Lorenzo de Almagro)‏ هو نادي كرة قدم من الأرجنتين. يقع في حي بويدو بالعاصمة بوينوس آيريس، ويُعرف بلونيه الأزرق والأحمر. تأسس النادي في 1 أبريل عام 1908.

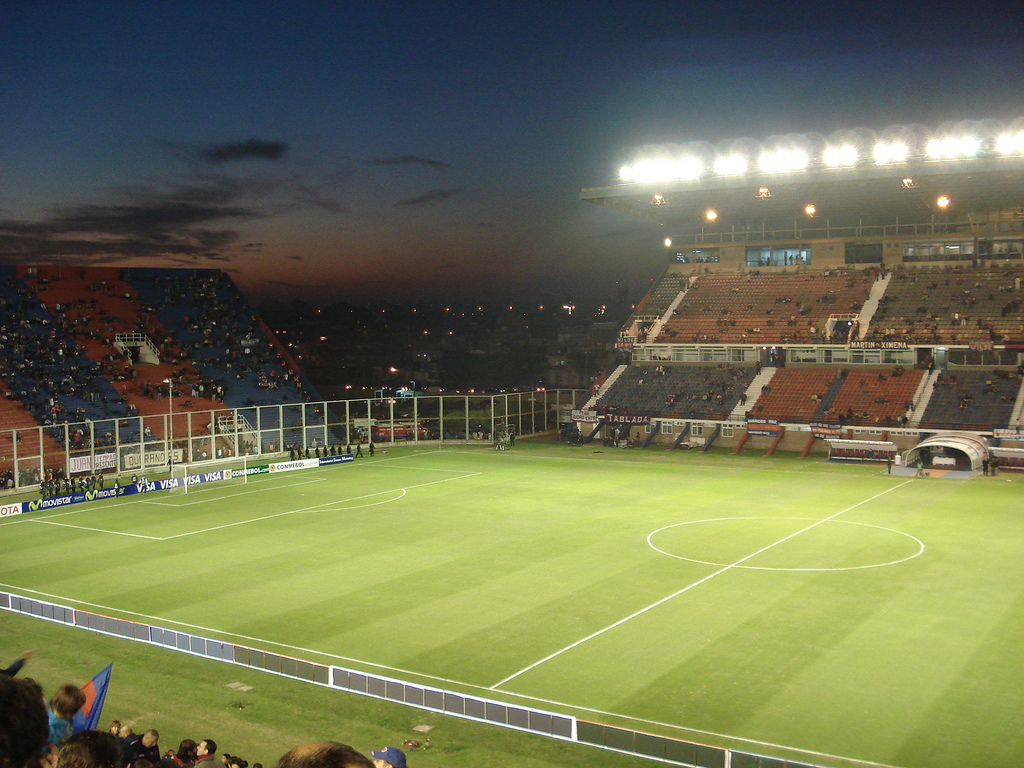
ملعب الفريق

## إنجازات الفريق
- كأس سود أمريكانا: 2002
- كأس ميركوسور: 2001
- الدوري الأرجنتيني الدرجة الأولى: 1923، 1924، 1927، 1933، 1936، 1946، 1959، 1968، 1972، 1972، 1974، 1995، 2001، 2007، 2013
- الدوري الأرجنتيني الدرجة الثانية: 1982
- كوبا ليبرتادوريس : 2014 [1]
- المركز الثاني في نهائي كأس العالم للأندية أمام نادي ريال مدريد 2014 بالمغرب

## وصلات خارجية
- الموقع الرسمي (بالإسبانية)